# 剌撒
剌撒，古国名。故地在今阿拉伯半岛南岸木卡拉（Mukalla）附近Lasa村，位东经四十九度四分。
1403年（永乐元年），剌泥国中回回哈只马哈没奇剌泥等至明朝献当地物产，于是携带胡椒和百姓交易。有关部门请求徵税，明成祖说：“徵税是为了抑制经商的百姓，岂是为了获利。现在远方的人慕义到来，却攫取他们的财货，能得多少，却很大损害国家的体面。就算了吧。”

## 延伸阅读
[在维基数据编辑]
 《欽定古今圖書集成·方輿彙編·邊裔典·剌撒部》，出自陈梦雷《古今圖書集成》
 《明史卷三百二十六》，出自《明史》